# Manolo Cadenas
Pour les articles homonymes, voir Cadenas (homonymie).

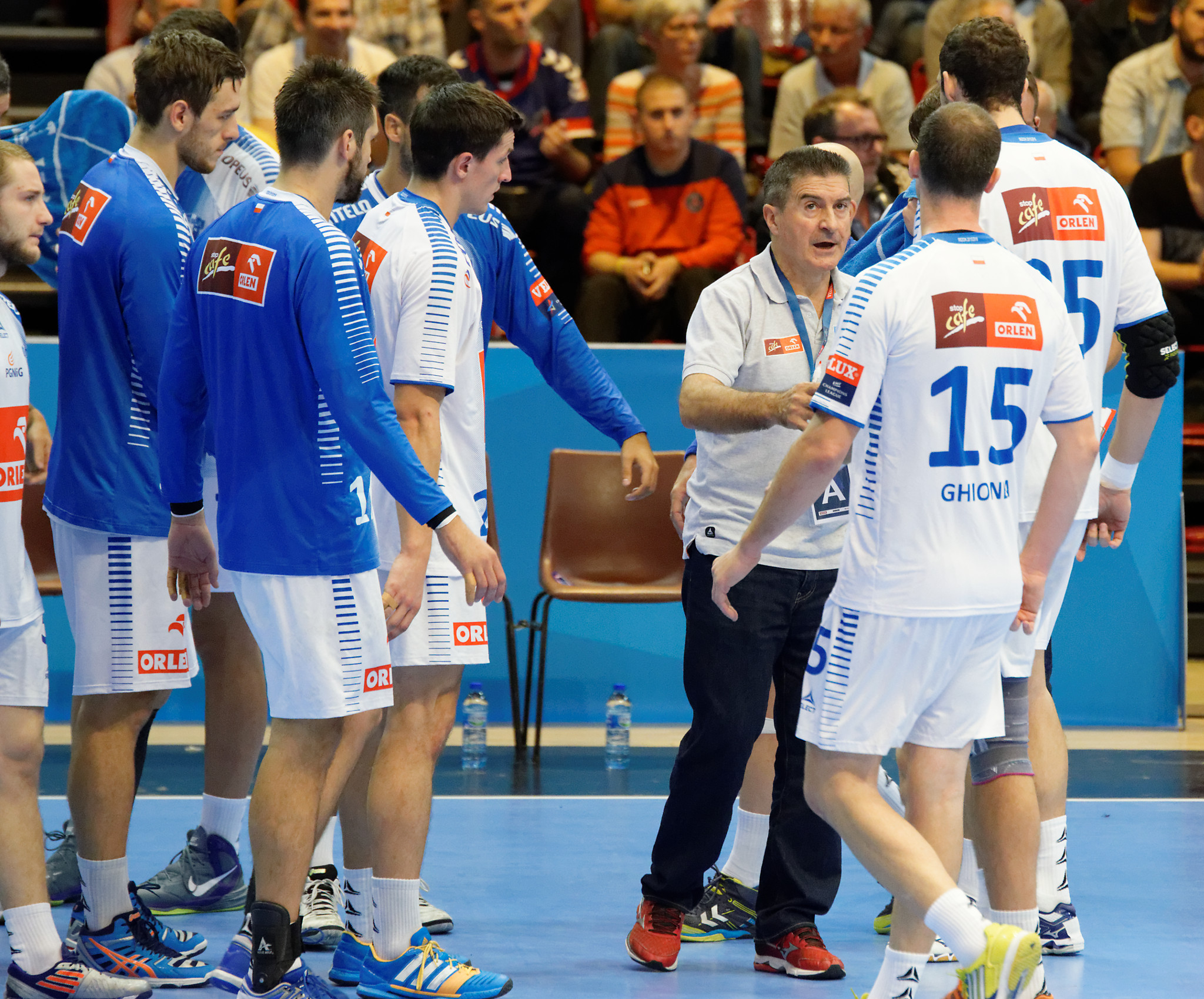
Manolo Cadenas au milieu de ses joueurs du Wisła Płock, le 27 septembre 2015.

Manuel Cadenas Montañés, dit Manolo Cadenas, né le 20 mai 1955 à Valdevimbre, est un entraîneur espagnol de handball.

## Biographie
Manolo Cadenas commence sa carrière d'entraîneur en 1986 au CB Naranco. Après trois saisons, il rejoint en 1989 le Teka Cantabria pour deux saisons. Il y remporte la Coupe d'Europe des vainqueurs de coupe en 1990 et la Coupe ASOBAL en 1991, étant également vice-champion les deux saisons. De 1991 à 1995, il prend ensuite la tête du BM Valladolid
En 1995, il prend la direction de son quatrième club, le CB Ademar León , mais il y reste cette fois douze saisons, jusqu'en 2007. Pour sa deuxième saison dans l'élite, Cadenas fait passer le club de la 12e à la 6e place puis à la 2e place la saison 1996-1997. Malgré la concurrence du FC Barcelone, du Portland San Antonio ou encore BM Ciudad Real, il parvient à faire du CB Ademar León l'un des meilleurs clubs du Championnat d'Espagne : en 1999, il remporte la Coupe ASOBAL, puis la Coupe des coupes et est à nouveau vice-champion. Au terme de la saison 2000-2001, le club remporte son premier titre de champion puis s'impose lors de la Coupe du Roi en 2002. Régulièrement qualifié en Coupes d'Europe, il participe à plusieurs reprises à la Ligue des champions, où le club atteint à trois reprises le stade des quarts de finale, et Cadenas remporte sa troisième Coupe des coupes en 2005.
En 2007, il est alors recruté par le grand FC Barcelone, mais subit la mainmise du BM Ciudad Real, ne remportant qu'une Coupe d'Espagne en 2009 et la Supercoupe d'Espagne en 2008-09. Il passe ensuite deux saisons au BM Granollers entre 2010 et 2012 puis retrouve pour une saison l'Ademar León.
2013 et l'année du changement puisqu'il est nommé sélectionneur de l'équipe nationale d'Espagne Championne du monde et puisqu'il est contraint de quitter l'Espagne, en crise économique pour rejoindre le club polonais du Wisła Płock. S'il conduit les Espagnols à deux nouveaux podium (Médailles de bronze au Championnat d'Europe 2014 puis d'argent au Championnat d'Europe 2016), en Pologne, il subit la domination du KS Kielce et termine chaque saison vice-champion de Pologne et finaliste de la Coupe de Pologne et quitte donc le club à l'été 2016 sans trophée. 
En 2017, il devient sélectionneur de l'Argentine puis à l'intersaison 2018, il est nommé entraineur du club biélorusse de HC Meshkov Brest où, en remplacement de Sergueï Bebechko, il a pour objectif de participer à la finale à quatre de la Ligue des champions. N'étant pas parvenu à atteindre les objectifs définis, il décide de quitter son poste, officiellement pour s’occuper exclusivement des Albiceleste. À l'été 2019, il retrouve le banc du CB Ademar León.

## Palmarès d'entraîneur

### En clubs
compétitions internationales
- Vainqueur de la Coupe des coupes (3) : 1990, 1999 et 2005
- 3e de la Ligue SEHA en 2019

compétitions nationales
- Vainqueur du Championnat d'Espagne (1) : 2001
  - Vice-champion en 1990, 1991, 1997, 1999, 2008, 2009
- Vainqueur de la Coupe d'Espagne (2) : 2002, 2009
- Vainqueur de la Coupe ASOBAL (2) : 1991, 1999
- Vainqueur de la Supercoupe d'Espagne (1) : 2008-09
- Deuxième du championnat de Pologne en 2014, 2015 et 2016
- Finaliste de la Coupe de Pologne en 2014, 2015 et 2016
- Vainqueur du Championnat de Biélorussie (1) : 2019

### En équipes nationales
Espagne
- Médaille de bronze au Championnat d'Europe 2014
- 4e place au Championnat du monde 2015
- Médaille d'argent au Championnat d'Europe 2016

 Argentine
- Médaille d'or au Championnat panaméricain 2018
- 17e place au Championnat du monde 2019
- Médaille d'or aux Jeux panaméricains de 2019
- Médaille d'or au Championnat d'Amérique du Sud et centrale en 2020
- 12e place aux Jeux olympiques en 2021

### Distinctions individuelles
- Élu meilleur entraîneur de la saison en Espagne en 2004, 2007 et 2011[4]